# Mistrzostwa Europy w Saneczkarstwie 1988
31. Mistrzostwa Europy w saneczkarstwie 1988 odbyły się w zachodnioniemieckim Schönau am Königssee. W tym mieście mistrzostwa odbyły się już piąty raz (wcześniej w 1967, 1972, 1973 oraz 1977). Rozegrane zostały cztery konkurencje: jedynki kobiet, jedynki mężczyzn dwójki mężczyzn oraz zawody drużynowe. Zawody drużynowe debiutowały na mistrzostwach europy, w ramach rywalizacji rozgrywano dwa ślizgi w jedynkach kobiet, dwa w jedynkach mężczyzn oraz jeden ślizg w dwójkach mężczyzn. W tabeli medalowej najlepsze było RFN.

## Wyniki

### Jedynki kobiet
| Medal | Zawodniczka      | Narodowość | Czas     | Strata |
| ----- | ---------------- | ---------- | -------- | ------ |
|       | Ute Oberhoffner  | NRD        | 1:35,525 |        |
|       | Veronika Bilgeri | RFN        | 1:35,610 | +0,085 |
|       | Cerstin Schmidt  | NRD        | 1:35,627 | +0,102 |

### Jedynki mężczyzn
| Medal | Zawodnik          | Narodowość | Czas     | Strata |
| ----- | ----------------- | ---------- | -------- | ------ |
|       | Georg Hackl       | RFN        | 1:35,800 |        |
|       | Markus Prock      | Austria    | 1:36,107 | +0,307 |
|       | Johannes Schettel | RFN        | 1:36,335 | +0,535 |

### Dwójki mężczyzn
| Medal | Zawodnicy                              | Narodowość | Czas     | Strata |
| ----- | -------------------------------------- | ---------- | -------- | ------ |
|       | Thomas Schwab/Wolfgang Staudinger      | RFN        | 1:34,928 |        |
|       | Hansjörg Raffl/Norbert Huber           | Włochy     | 1:35,199 | +0,261 |
|       | Jewgienij Biełousow/Aleksandr Bielakow | ZSRR       | 1:35,375 | +0,437 |

### Drużynowo
| Medal | Zawodnicy                                                                                            | Narodowość | Punkty          |
| ----- | --- | ---------- | --------------- |
|       | Georg Hackl/Johannes Schettel/Kerstin Langhof/Veronika Bilgeri/Thomas Schwab/Wolfgang Staudinger     | RFN        | 140             |
|       | Michael Walter/Jens Müller/Cerstin Schmidt/Ute Oberhoffner/Marco Ernst/Olaf Paschold                 | NRD        | 125 (244,229 s) |
|       | Wilfried Huber/Paul Hildgartner/Marie-Luise Rainer/Gerda Weissensteiner/Hansjörg Raffl/Norbert Huber | Włochy     | 125 (244,665 s) |

## Klasyfikacja medalowa
| Miejsce | Państwo |   |   |   | Razem |
| ------- | ------- | - | - | - | ----- |
| 1.      | RFN     | 3 | 1 | 1 | 5     |
| 2.      | NRD     | 1 | 1 | 1 | 3     |
| 3.      | Włochy  | 0 | 1 | 1 | 2     |
| 4.      | Austria | 0 | 1 | 0 | 1     |
| 5.      | ZSRR    | 0 | 0 | 1 | 1     |